# Drymonia brochidodroma
Drymonia brochidodroma är en tvåhjärtbladig växtart som beskrevs av Wiehler. Drymonia brochidodroma ingår i släktet Drymonia och familjen Gesneriaceae. Inga underarter finns listade i Catalogue of Life.